# Fernanda Venturini
Fernanda Porto Venturini (Araraquara, 24 de outubro de 1970) é uma ex-jogadora de vôlei brasileira que se destacou na posição de levantadora, tanto em clubes quanto pela Seleção Brasileira.
É recordista de títulos nacionais (12 conquistas) e bicampeã mundial de clubes. Pela Seleção Brasileira, foi medalhista olímpica (1996), mundial (1994) e pan-americana (1991). É a única brasileira entre as 4 maiores jogadoras do século XX, de acordo com a Federação Internacional de Vôlei (FIVB), e desde 2022 integra o Hall da Fama da modalidade.

## Carreira
Fernanda começou a praticar voleibol aos onze anos, por indicação médica, para corrigir um problema de escoliose. Em 1984, estreou competindo pela Sociedade Recreativa e de Esportes de Ribeirão Preto. Em 1987, sagrou-se campeã no mundial juvenil em Seul, Coreia do Sul. Em 1988, como atacante disputou as Olimpíadas de Seul, na posição de ponteira-passadora. Após o sexto lugar em 1988, devido à sua técnica apurada, habilidade e precisão nos fundamentos foi convencida a mudar de posição e aceitou o desafio de atuar armando as jogadas do time. Em 1989, tornou-se bicampeã mundial juvenil em Lima, Peru, derrotando Cuba na final já na função de levantadora. Nos Jogos Olímpicos de Barcelona ficou em quarto lugar.
Conquistou seu primeiro título sob o comando de Bernardo Rezende, o Bernardinho, no Grand Prix de 1994, além de receber o prêmio de melhor levantadora. Na Era Bernardinho ainda conquistou três pratas no Campeonato Mundial de 1994, no Grand Prix de 1995 e na Copa do Mundo de 1995; o bronze nos Jogos Olímpicos de Atlanta, além de uma segunda medalha de ouro no Grand Prix de 1996.
Em 1998, Fernanda decidiu não disputar o Grand Prix, porém retornou no segundo semestre para a disputa do Campeonato Mundial no qual o Brasil entrava como franco favorito para a medalha de ouro. A equipe, todavia, não se apresentou bem, e terminou a competição apenas com o quarto lugar. Ao final da disputa, Fernanda anunciou sua aposentadoria da seleção, mas continuou jogando em clubes. Depois de conquistar o vice-campeonato nacional jogando pelo Club de Regatas Vasco da Gama, ficou dezoito meses sem jogar, período em que deu à luz Júlia, sua filha com o técnico Bernardinho.
Em 2000, na premiação feita pela Federação Internacional de Vôlei (FIVB) aos melhores atletas, equipes e técnicos do vôlei mundial, Fernanda Venturini foi a única brasileira entre as 4 maiores jogadoras do século XX. As outras três foram a cubana Regla Torres (vencedora), a russa Inna Ryskal e a chinesa Lang Ping.
Em 2002, contudo, foi convencida pelo técnico José Roberto Guimarães a buscar mais um título da Superliga e a voltar para a seleção. No retorno, estava em plena forma, com 2,5 kg a menos do que apresentava antes do afastamento e afiada na parte técnica. Tanto que não apenas conquistou mais um título da Superliga, como foi eleita a melhor levantadora e a melhor jogadora da competição. Fernanda, então, liderou o Brasil na conquista da medalha de prata na Copa do Mundo de 2003 e do título do Grand Prix do ano seguinte.
Fernanda despediu-se pela segunda vez da seleção após as Olimpíadas de Atenas, quando a equipe brasileira deixou escapar uma vitória praticamente assegurada na semifinal contra a Rússia e terminou a competição em um inesperado quarto lugar. Aposentou-se em 30 de abril de 2006, após a vitória do Rexona-Ades na final da Superliga, que lhe garantiu o 12º título do campeonato nacional.
Em janeiro de 2007, interrompeu, pela segunda vez, sua aposentadoria. A jogadora assinou contrato com o Grupo Murcia 2002, equipe europeia formada por grandes estrelas mundiais, entre elas a polonesa Małgorzata Glinka, a russa Lioubov Sokolova e as dominicanas Annerys Vargas e Prisilla Rivera. Fernanda liderou suas companheiras do Grupo 2002 Murcia na conquista dos principais torneios da Espanha: a Copa da Rainha e a Superliga Espanhola. Na Copa da Rainha, inclusive, Fernanda foi eleita a melhor levantadora do torneio.
Em junho do mesmo ano, Fernanda Venturini foi contratada pela Rede Record, para atuar como comentarista durante as partidas da seleção feminina nos Jogos Pan-Americanos de 2007. Fernanda também foi contratada pelo Portal Terra, para contar os bastidores da competição e comentar o desempenho das jogadoras brasileiras.
Durante os Jogos Olímpicos de 2008, Fernanda novamente comentou a competição de voleibol feminino no seu blog no Portal Terra.
Em 2011, Fernanda Venturini voltou às quadras pela terceira vez e reforçou a equipe do Unilever para a temporada 2011/2012. Deixou a camisa 14 de lado e usou a camisa número 1. A equipe carioca, que além de Fernanda tinha estrelas como a oposta Sheilla e a ponteira Mari, ficou com o vice-campeonato da competição.
Em 2012, foi homenageada pela Mattel do Brasil com uma versão olímpica da Barbie, inspirada em suas feições. A boneca, produzida especialmente para a ex-levantadora, usa uniforme da seleção brasileira e tem o número 14 estampado na camiseta.
Em 2014, participou da novela Chiquititas, do SBT. Fernanda interpretou ela mesma, atuando como professora de vôlei na escola onde as chiquititas estudavam e ensinando técnicas para uma boa partida.
Em 2016, participou do quadro Super Chef Celebridades, do programa Mais Você, apresentado por Ana Maria Braga na Rede Globo. Ela disputou a competição com Julianne Trevisol (campeã), Minotauro, André Gonçalves, Eri Johnson, Mumuzinho, Danielle Winits e Carolina Oliveira.
Atualmente, ela se dedica ao ciclismo e, eventualmente, ao beach tennis.
Em 2021, foi convidada para participar do Bake Off Celebridades (SBT), sendo a 2ª eliminada, ficando em 15º lugar.
Em 2022, passou a integrar o Hall da Fama Internacional do Vôlei. Na mesma cerimônia foram homenageados Bernardinho (ex-técnico das seleções feminina e masculina do Brasil), o ex-jogador italiano Samuele Papi, a jogadora de vôlei de praia Kerri Walsh-Jennings, dos Estados Unidos, e os holandeses Pieter Joon, fundador e primeiro presidente da Federação Mundial de Vôlei Paralímpico, e Peter Murphy, ex-diretor técnico da Federação Holandesa.

### Vida pessoal
Durante mais de 20 anos, até 2020, Fernanda foi casada com o técnico Bernardo Rezende (Bernardinho), com quem tem duas filhas, Julia e Vitória.
Desde 2021, namora o advogado José Carlos de Mello Freire.

## Clubes
| Clube                | País    | De   | Até  |
| -------------------- | ------- | ---- | ---- |
| S.R.E Ribeirão Preto | Brasil  | 1984 | 1985 |
| Pão de Açúcar E.C.   | Brasil  | 1986 | 1987 |
| Sadia E.C.           | Brasil  | 1987 | 1991 |
| Minas T.C.           | Brasil  | 1991 | 1992 |
| Nossa Caixa/Recra    | Brasil  | 1992 | 1994 |
| Leites Nestlé        | Brasil  | 1994 | 1996 |
| União E.C.           | Brasil  | 1996 | 1997 |
| Rexona/Curitiba      | Brasil  | 1997 | 2000 |
| C.R. Vasco da Gama   | Brasil  | 2000 | 2001 |
| A.D.C. BCN           | Brasil  | 2002 | 2003 |
| A.D.C. Finasa        | Brasil  | 2003 | 2004 |
| Rexona/Ades          | Brasil  | 2004 | 2006 |
| C.A.V. Murcia 2005   | Espanha | 2007 | 2007 |
| Unilever             | Brasil  | 2011 | 2012 |

## Títulos

### Clubes
Mundial de Clubes
- Bicampeã: 1991 e 1994

 Sul-Americano de Clubes
- Campeã: 1989, 1990, 1991 e 1992

 Superliga/Liga Nacional
- Campeã: 1989, 1990, 1991, 1994, 1995, 1996, 1997, 1998, 2000, 2003, 2004 e 2006
- Vice-campeã: 1992, 1999, 2005 e 2012

 Campeonato Espanhol
- Campeã: 2007

 Copa da Rainha
- Campeã: 2007

 Campeonato Paulista
- Campeã: 1988, 1989, 1990, 1992, 1995, 2002 e 2003
- Vice-campeã: 1986, 1994 e 1997

 Campeonato Carioca
- Campeã: 2000, 2004, 2005 e 2011

### Seleção
Jogos Olímpicos
- Bronze: 1996

 Campeonato Mundial
- Vice-campeã: 1994

 Campeonato Mundial Sub-20
- Campeã: 1987 e 1989

 Copa do Mundo
- Vice-campeã: 1995 e 2003

 Copa dos Campeões
- Terceiro lugar: 1997

 Grand Prix
- Campeã: 1994, 1996 e 2004
- Vice-campeã: 1995

 Campeonato Sul-Americano
- Campeã: 1991, 1995, 1997 e 2003

 Campeonato Sul-Americano Sub-18
- Campeã: 1986

 Jogos Pan-Americanos
- Vice-campeã: 1991

 Montreux Volley Masters
- Campeã: 1994 e 1995

### Premiações individuais
Grand Prix
- 1994: Melhor levantadora e MVP

 Superliga
- 1994/1995: melhor saque, melhor levantadora e MVP
- 1995/1996: melhor saque e MVP
- 1996/1997: melhor defesa e melhor levantadora
- 1997/1998: melhor levantadora e MVP
- 1999/2000: MVP
- 2000/2001: melhor levantadora
- 2002/2003: melhor levantadora
- 2003/2004: melhor levantadora e MVP
- 2004/2005: melhor levantadora
- 2005/2006: melhor levantadora

 Copa da Rainha
- 2006/2007: melhor levantadora